# Horst-Dieter Görg
Horst-Dieter Görg (* 1959 in Hildesheim) ist ein deutscher Dipl.-Ökonom, Fahrzeugsammler, Technikhistoriker, Vorsitzender der Hanomag-IG e.V., Autor und Herausgeber.

## Leben
Horst-Dieter Görg leitet seit 1997 ein Redaktionsbüro in Hildesheim, wo der Historiker zu allen Themen der Technik Bücher aus eigener Initiative oder als Auftragsarbeiten produziert. Zudem konzipiert das von ihm geleitete Büro Ausstellungen und kuratiert diese.

## Schriften (Auswahl)
- Horst-Dieter Görg (Hrsg.): 750 Jahre Verkehr von und nach Hannover ... zu Lande ... zu Wasser ... in der Luft, Katalog zur Verkehrsausstellung 750 Jahre Verkehr in & um Hannover vom 21. August bis 20. Oktober 1991 im Industriemuseum Hannover in Zusammenarbeit mit dem Förderverein zur Errichtung des Museums der Industrie und Arbeit e.V. anlässlich des Stadtjubiläums von Hannover, Hannover: Förderverein zur Errichtung des Museums der Industrie und Arbeit, 1991
- Horst-Dieter Görg: Hanomag-Schlepper. 1912 - 1971. Eine Dokumentation (= Schrader-Motor-Chronik, Bd. 73), 1. Auflage, Stuttgart: Schrader, 1997, ISBN 3-613-87160-2
- Horst-Dieter Görg, Torsten Hamacher (Hrsg.), Ernst Bergner et al.: Hanomag-Personenwagen. Von Hannover in die Welt. Der Automobilbau des hannoverschen Traditionsunternehmens, 1924 - 51. Von originellen Anfängen bis zu ingenieurtechnischen Höchstleistungen, 1. Auflage, Soltau: Mundschenk, 1999, ISBN 3-933802-02-4
- Horst-Dieter Görg (Hrsg.), Menna Aden et al.: Pulsschlag eines Werkes. 160 Jahre Hanomag. Maschinen- und Fahrzeugbau von Georg Egestorff bis Komatsu, Soltau: Mundschenk, ISBN 3-00-002585-5 [o. D., 2000]
- Horst-Dieter Görg, Hans-Hermann Habenicht (Hrsg.), Frank Bastuck et al.: Baumaschinen aus Hannover. Von Hanomag bis Komatsu ; der aktuelle Produktionszweig des hannoverschen Traditionsunternehmens, 1919 bis 2000 ; von kuriosen Anfängen bis hin zu modernen Erdbewegungsmaschinen, Soltau: Mundschenk, 2001, ISBN 3-933802-04-0
- Horst-Dieter Görg, Matthias Meiburg (Hrsg.), Ernst Bergner et al.: Landmaschinen von Hanomag. Die Schlepper aus Hannover. Die Landmaschinenfertigung des hannoverschen Traditionsunternehmens, 1912 bis 1971. Von monströsen Tragpflügen bis hin zu modernsten Allradschleppern, 1. Auflage, Frankfurt am Main: DLG-Verlag, 2003, ISBN 3-7690-0623-2; Inhaltsverzeichnis
- Horst-Dieter Görg, Michael Reipsch (Hrsg.): Lastkraftwagen von Hanomag. Hannover – Hamburg – Bremen. Die Fertigung der Lastkraftwagen des hannoverschen Traditionsunternehmens, 1905 bis 1977. Vom Dampflastwagen bis hin zu modernsten Frontlenker-Konstruktionen (= Die Hanomag Edition), 1. Auflage, Bielefeld: Delius Klasing, 2006, ISBN 978-3-7688-1824-7 und ISBN 3-7688-1824-1; Inhaltsverzeichnis und Angaben aus der Verlagsmeldung
- Dieter Tasch, Horst-Dieter Görg: Flugziel Hannover. 100 Jahre Luftfahrt. Flugpioniere – Flughäfen – Fluglinien, 1. Auflage, Hannover: Leuenhagen & Paris, 2010, ISBN 978-3-923976-75-1; Inhaltsverzeichnis und Angaben aus der Verlagsmeldung
- Dieter Tasch, Horst-Dieter Görg (Hrsg.): Hannovers Technik in der Werbung, in dies.: (Hrsg.): Es begann in Hannover... Kekse – Kommißbrote – Rechenmaschinen. Über Persönlichkeiten, Traditionsunternehmen und Meilensteine der Technik-Geschichte, mit Beiträgen von Torsten Hamacher ..., in Kooperation mit dem Technik-Forum Hannover e.V., 1. Auflage, Hannover: Leuenhagen & Paris, 2011, ISBN 978-3-923976-84-3
- Horst-Dieter Görg, Stefan Kröger: Köckerling. Von der Schmiede zum modernen Industrieunternehmen, 1. Auflage, Verl: KAM Agrar-Media GmbH Verler Medienhaus, 2013, ISBN 978-3-9814628-1-4; Inhaltsverzeichnis
- Horst-Dieter Görg (Hrsg.), Richard Binder et al.: 100 Jahre Effizienz – Rudolf Diesel und die Landtechnik. Eine Entwicklungsgeschichte von der Dampfmaschine über den Motortragpflug und Benzinschlepper zum Dieseltraktor als Beitrag zur Mechanisierung der Landwirtschaft anlässlich der Agritechnica 2013 in Hannover, 1. Auflage, Verl: KAM Agrar Media, 2013, ISBN 978-3-9814628-2-1; Inhaltsverzeichnis und Angaben aus der Verlagsmeldung
- Horst-Dieter Görg (Hrsg.): Hanomag. Landmaschinen im Bild. Bilderbuchreihe zur Unternehmensgeschichte
  - Teil: 1: Hanomag, 1. Auflage, Lemgo: Lemgoer Verlag, 2014, ISBN 978-3-9813824-5-7; Inhaltsverzeichnis